# سیارک ۱۸۹۳۸
سیارک ۱۸۹۳۸ (به انگلیسی: 18938 Zarabeth، نامگذاری:2000QU44) هجده هزار و نهصد و سی و هشتمین سیارک کشف شده‌است که در ۲۴ اوت ۲۰۰۰ کشف شد.
قدر مطلق سیارک برابر ۱۴.۱ است.